# Camelocerambyx coerulescens
Camelocerambyx coerulescens är en skalbaggsart som först beskrevs av Aurivillius 1924.  Camelocerambyx coerulescens ingår i släktet Camelocerambyx och familjen långhorningar. Inga underarter finns listade.